# Byeong-wonseon
Byeong-wonseon (병원선?; lett. "Nave ospedale"), anche nota con il titolo internazionale Hospital Ship, è una serie televisiva sudcoreana trasmessa su MBC TV dal 30 agosto al 2 novembre 2017.

## Trama
Nonostante l'avanzamento della medicina, l'accesso alle cure mediche è ancora difficoltoso per gli anziani abitanti dei villaggi rurali che vivono sulle isole della Corea del Sud, pertanto è stata creata una nave ospedale che viaggi da un'isoletta all'altra per assisterli. L'equipe medica a bordo è formata, tra gli altri, da tre talentuosi dottori: Song Eun-jae è una chirurga di successo ma con una vita difficile, che si è ritrovata sulla nave dopo uno sfortunato incidente che l'ha allontanata dal suo sogno di lavorare in un ospedale prestigioso; Kwak Hyun è il figlio del fondatore della nave, dotato di maniere gentili e compassione verso i pazienti; Kim Jae-geol, invece, proviene da una lunga stirpe di medici, ma siccome suo padre ha sempre preferito suo fratello, per fargli dispetto ha studiato la medicina orientale al posto di quella occidentale, e si è imbarcato nella speranza di sfuggire al genitore. Il trio deve mettere da parte le sue differenze caratteriali e di idee per curare al meglio i pazienti e far funzionare la nave ospedale.

## Personaggi e interpreti
- Song Eun-jae, interpretata da Ha Ji-won
- Kwak Hyun, interpretato da Kang Min-hyuk
- Kim Jae-geol, interpretato da Lee Seo-won
- Cha Joon-young, interpretato da Kim In-sik

## Produzione
La serie è stata girata sull'isola di Geojedo.